# J'ose
J'ose est un livre de Guy des Cars publié en 1974.

## Résumé
L'auteur livre des anecdotes de sa vie à son fils Jean. Il est né en 1911. Enfant, à Paris, il était voisin de Guynemer, capitaine dans l'aviation, qui l'emmenait tous les samedis en voiture, et qui est mort à 23 ans. Guy est descendant d'un général duc des Cars qui a conquis Alger en 1830. Guy a été 12 ans pensionnaire chez les jésuites où il a pris goût au théâtre. En 1930 il fait son droit à Nancy puis son père l'envoie au Chili, pays de sa mère et des extrêmes, où nait l'envie d'écrire des aventures autour de l'amour. Son grand-père y a été président du Sénat. En 1911 l'Allemagne y a formé l'armée après le refus de la France. Il a travaillé dans un fundo, ferme de plus de 1 000 ha, avec des centaines de milliers de moutons seulement menés par des chiens. Au retour, arrêt à Cuba, pourri par l'argent. Il fait son service à Metz puis écrit dans des journaux et publie ses premiers livres. Il est mobilisé en 1939. Il disserte ensuite sur le métier de romancier.